# Bosque Uragh
El Bosque Uragh (en irlandés Tearmann Dúlra Choill na hIúraí, también llamado en inglés Uragh Wood) es un bosque de robles situado en Tuosist, Condado de Kerry, Irlanda, que fue designado reserva natural en 1982. El bosque abarca aproximadamente 80 hectáreas y se encuentra junto al lago Gleninchaquin. Es propiedad del Estado irlandés y no hay acceso público.
Desde la adopción de la Directiva de Hábitats de la Unión Europea en Irlanda, el bosque ha sido incluido dentro de una zona especial de conservación de 1 154 hectáreas denominada «Cloonee y Inchiquin Loughs, Bosque Uragh». Varias especies viven en el bosque, incluyendo el Geomalacus maculosus (denominado «Babosa de Kerry»), y se enumeran en la Directiva de Hábitats (Anexos II y IV).